# Лінус Віделль
Лінус Віделль (швед. Linus Videll; 5 травня 1985, м. Стокгольм, Швеція) — шведський хокеїст, правий/лівий нападник. Виступає за «Торпедо» (Нижній Новгород) у Континентальній хокейній лізі.
Вихованець хокейної школи «Юргорден» (Стокгольм). Виступав за ХК «Седертельє», «Гальмстад Геммерс», АІК (Стокгольм), «Югра» (Ханти-Мансійськ), «Динамо» (Рига).
В чемпіонатах Швеції — 281 матч (65+75), у плей-оф — 33 матча (13+14).
У складі молодіжної збірної Швеції учасник чемпіонату світу 2005. У складі юніорської збірної Швеції учасник чемпіонату світу 2003.